# Ланолин
Ланолинът (от латински lana „вълна“ и oleum „масло“) е вещество, отделяно от мастните жлези на животни с вълна, което им осигурява защита от околната среда. Ланолинът е устойчив на различни външни фактори и има способността да задържа вода, както и да абсорбира голямо количество влага. Първоначално ланолинът е смятан за мазнина от вълна (adeps lanae), но това е неточно тъй като в ланолина няма глицериди (глицеролови естери), а стеролови естери.
Добива се от вълната, събрана непосредствено след стригането на овцете. Употребява се в козметиката за различни кремове и балсами, а в медицината - за превръзки и пластири. Като хранителна добавка под код Е-913 се ползва като глазиращ агент в сладкарската промишленост.